# Volvopluteus gloiocephalus
La volvaria vischiosa (Volvopluteus gloiocephalus (DC.) Vizzini, Contu & Justo, 2011) è un fungo basidiomicete della famiglia Pluteaceae.

## Descrizione della specie

### Cappello
6–15 cm di diametro, prima conico, poi campanulato e infine appianato, qualche volta presenta al centro un umbone.
Cuticolaliscia, glabra e vischiosa, lucente a tempo umido, opaca e fibrillosa a tempo secco, di colore bianco-grigiastro con qualche riflesso verdastro al margine.
Margineliscio o leggermente striato.

### Lamelle
Fitte, ventricose, libere, bianco-crema, poi grigio-rosa e infine bruno-rosa, con filo seghettato.

### Gambo
8-20 x 1–2 cm, diritto, rastremato all'apice ed ingrossato alla base, bulboso, pieno, fragile, asciutto e fibrilloso,
pruinoso in alto, di colore bianco, poi grigio, infine grigio-brunastro.

### Volva
Grande, alta, sottile e membranosa, bilobata, fragile, molto aderente, staccata solo all'apice, di colore bianco, bianco grigio.

### Carne
Tenera, fragile ed elastica, bianca, bruna sotto la cuticola. Odore e sapore nulli o lievemente rafanoidi.

## Distribuzione e habitat
Fruttifica a gruppi numerosi, dalla primavera all'autunno inoltrato, in prati ben concimati, soprattutto letame e paglia.

## Caratteri microscopici
Sporerosa in massa, ellissoidali, lisce, 12-17 x 7-10 µm.
Basidiclavati, tetrasporici.

## Commestibilità
Commestibile ma poco gradevole.

## Tassonomia

### Sinonimi e binomi obsoleti
- Agaricus gloiocephalus DC. [as 'glojocephalus'], in de Candolle & Lamarck, Fl. franç., Edn 3 (Paris) 5/6: 52 (1815)
- Volvaria gloiocephala (DC.) Gillet, Hyménomycètes (Alençon): 388 (1876) var. gloiocephala
- Volvaria gloiocephala (DC.) Gillet, Hyménomycètes (Alençon): 388 (1876)
- Pseudofarinaceus gloiocephalus (DC.) Earle, Bull. New York Bot. Gard. 5: 449 (1909)
- Volvariopsis gloiocephala (DC.) Murrill, N. Amer. Fl. (New York) 10(2) (1917)
- Volvaria speciosa f. gloiocephala (DC.) Konrad & Maubl., Icon. Select. Fung. 6: 52 (1924)
- Volvaria speciosa var. gloiocephala (DC.) R. Heim, Revue Mycol., Paris 1(Suppl.): 89 (1936)
- Volvariella speciosa var. gloiocephala (DC.) Singer, Lilloa 22: 401 (1951)
- Volvariella speciosa f. gloiocephala (DC.) Courtec., Bull. Sem. Soc. Mycol. Nord 34: 16 (1984)
- Volvariella gloiocephala (DC.) Boekhout & Enderle, Beitr. Kenntn. Pilze Mitteleur. 2: 78 (1986)
- Volvariella gloiocephala (DC.) Boekhout & Enderle, Beitr. Kenntn. Pilze Mitteleur. 2: 78 (1986) var. gloiocephala
- Agaricus speciosus Fr., Observ. mycol. (Havniae) 2: 1 (1818)
- Amanita speciosa Fr., Observ. mycol. (Havniae) 2: 1 (1818)
- Pluteus speciosus (Fr.) Fr., Anteckn. Sver. Ätl. Svamp.: 34 (1836)
- Volvaria speciosa (Fr.) P. Kumm., Führ. Pilzk. (Zerbst): 99 (1871) f. speciosa
- Volvaria speciosa (Fr.) P. Kumm., Führ. Pilzk. (Zerbst): 99 (1871)
- Volvaria speciosa (Fr.) P. Kumm., Führ. Pilzk. (Zerbst): 99 (1871) var. speciosa
- Volvariopsis speciosa (Fr.) Murrill, N. Amer. Fl. (New York) 10(2) (1918)
- Volvariella speciosa (Fr.) Singer, Lilloa 22: 401 (1951) f. speciosa
- Volvariella speciosa (Fr.) Singer, Lilloa 22: 401 (1951) var. speciosa
- Volvariella speciosa (Fr.) Singer, Lilloa 22: 401 (1951)
- Volvariella gloiocephala var. speciosa (Fr.) Bon, Docums Mycol. 22(no. 88): 40 (1993)
- Volvaria gloiocephala var. abyssinica Henn., Bot. Jb. 14(4): 355 (1891)[3]